# David L. Hoggan
David Leslie Hoggan (* 22. März 1923 in Portland, Oregon; † 7. August 1988 in Menlo Park, Nordkalifornien) war ein US-amerikanischer Historiker, der dem rechtsextremen Geschichtsrevisionismus zugerechnet wird. Sein in englischer Sprache verfasstes Hauptwerk mit dem Tenor, dass Polen und Groß-Britannien den Zweiten Weltkrieg begonnen hätten, erschien 1961 auf Deutsch in einem rechtsextremistischen Verlag in Tübingen, da sich kein amerikanischer Verleger für eine Veröffentlichung in den USA fand. Es wurde erst 1989 in den USA veröffentlicht.

## Lebensweg
Hoggan diente im Zweiten Weltkrieg in der United States Army und studierte anschließend Geschichte. Er promovierte an der Historischen Fakultät der Harvard-Universität 1948 mit einer Dissertation über die deutsch-polnischen Verhandlungen von 1938/39. Nach kurzer Lehrtätigkeit am Massachusetts Institute of Technology arbeitete er von 1949 bis 1952 als Assistenzprofessor und Mitarbeiter des Rektors an der Münchner Universität. Dort beschäftigte er sich weiter mit der deutschen Geschichte. In München begegnete er auch seiner späteren deutschen Ehefrau. Im folgenden Jahrzehnt gab Hoggan an den Universitäten in Berkeley, Carthage/Illinois und San Francisco Lehrveranstaltungen. 1961 erschien sein Hauptwerk über die Ursachen des Zweiten Weltkriegs: Der erzwungene Krieg. Hoggan starb am 7. August 1988 in Menlo Park, Nordkalifornien an einem Herzinfarkt.

## Thesen
In seiner Dissertation vertritt Hoggan die Ansicht, Hitler habe keinen Krieg gewollt und Großbritannien wie vor allem Lord Halifax und der polnische Außenminister Oberst Beck seien allein für den Ausbruch des Zweiten Weltkrieges verantwortlich gewesen. Auch in seinem Hauptwerk Der erzwungene Krieg versucht er auf 896 Seiten und mithilfe eines umfangreichen Fußnotenapparats die These von der englisch-amerikanischen Kriegsschuld zu untermauern und Hitler von der Verantwortung für den Zweiten Weltkrieg freizusprechen. Diese Ansicht gilt in seriöser historischer Forschung allgemein als unhaltbar.
Hoggan behauptet zudem, dass die Behandlung von Juden in Polen grausamer gewesen sei als die durch die Deutschen. Die seit 1933 erfolgende systematische Entrechtung der deutschen Juden wird dementsprechend weitestgehend verharmlosend oder mit sachlichen Lücken dargestellt.
Spätestens sein in den 1960er Jahren vermehrtes Auftreten auf Versammlungen rechtsextremer Organisationen wie auch die Tatsache, dass seine Arbeiten lange Zeit nur bei dem rechtsextremistischen Grabert-Verlag erschienen, weisen darauf hin, dass er spätestens zu diesem Zeitpunkt eine Zusammenarbeit mit rechtsextremistischen Gruppen nicht scheute.

## Kritik
Bereits in den frühen 1960er Jahren wiesen der Mitarbeiter des Instituts für Zeitgeschichte Hermann Graml und andere Historiker nach, dass Hoggan seine Argumentation auf der systematischen Fälschung und nachträglichen Bearbeitung von Quellen aufbaute.
Der Historiker Helmut Krausnick urteilte 1963 über Hoggans Umgang mit Quellen in dessen Buch Der erzwungene Krieg: „Wer sich jedoch die Mühe nimmt, einmal die Wiedergabe der von Hoggan ‚verwerteten‘ Dokumente mit deren Wortlaut zu vergleichen, der wird […] sein blaues Wunder erleben; er wird überrascht sein, wie berechtigt der […] Vorwurf war, Hoggan sei selbst vor Fälschungen nicht zurückgeschreckt“. Daher handelt es sich bei der Arbeit um einen Fall von revisionistischer Geschichtsklitterung.
In einer Broschüre des Bundesamts für Verfassungsschutz wird Der erzwungene Krieg als „bis heute wohl wichtigster Versuch einer Infragestellung der Schuld der Hitler-Regierung am Ausbruch des Zweiten Weltkriegs angesehen“. Das Amt urteilt weiter: „Trotz des Anscheins von Wissenschaftlichkeit hatte diese Darstellung der Ereignisse im zeitlichen Vorfeld des Kriegsausbruchs nur wenig mit der historischen Realität zu tun. Dies kann auch nicht verwundern: Ein kritischer Vergleich zeigt nämlich, dass sich der Autor verfälschender Aussagen ebenso wie erfundener Zusätze bediente. Damit versucht Hoggan, wie die meisten anderen Revisionisten, seine Thesen mit der bewussten Verfälschung von Sachverhalten bzw. dem Ignorieren bestimmter Zusammenhänge zu untermauern.“

## Beispiele
Durch die Gegenüberstellung von originalen Quellenzitaten und den entsprechenden Darstellungen Hoggans wird dies anhand weniger Beispiele deutlich. So berichtete der britische Botschafter in Berlin, Sir Nevile Henderson, dem britischen Außenminister, Viscount Halifax, am 29. August 1939:
„Er [Hitler] bezog sich auf sein großzügiges Angebot vom vergangenen März, sagte, daß es nicht wiederholt werden könne, und versicherte, daß ihn nur die Rückkehr Danzigs und des ganzen Korridors zusammen mit einer Grenzberichtigung in Schlesien […] zufriedenstellen könne.“
Hoggans Verwendung dieser Quelle verfälscht den Sachverhalt derart, dass Hitler als defensiv und friedliebend dargestellt wird:
„Im Verlauf seiner Ausführungen [gegenüber dem britischen Botschafter in Berlin, Sir N. Henderson] gab Hitler zu, er sei schmerzlich versucht gewesen, eine Revision der unsinnigen […] oberschlesischen Grenze zu verlangen. Die polnische Herrschaft sei außergewöhnlich hart gewesen […]. Doch habe er das Schicksal mit dem Aufgreifen dieses Anliegen nicht herausfordern wollen, denn er wisse, daß jede Veränderung des Status quo in jenem Raum vitale polnische Wirtschaftsinteressen ernstlich beeinträchtigen würde.“
Die verharmlosende Darstellung der systematischen Entrechtung der Juden in Nazi-Deutschland wird in Hoggans Darstellung der Folgen der „Reichskristallnacht“ genannten Novemberpogrome 1938 deutlich:
„Die deutschen Versicherungen waren angewiesen, den Juden unverzüglich alle Eigentumsschäden vom 10. November [1938] zu ersetzen“.
Die gesetzliche Regelung in der „Verordnung zur Wiederherstellung des Straßenbildes bei jüdischen Gewerbebetrieben“ besagte etwas anderes:
„§ 1: Alle Schäden, welche durch Empörung des Volkes über die Hetze des internationalen Judentums gegen das nationalsozialistische Deutschland am 8., 9. und 10. November 1938 an jüdischen Gewerbebetrieben und Wohnungen entstanden sind, sind von dem jüdischen Inhaber oder jüdischen Gewerbetreibenden sofort zu beseitigen. § 2: Die Kosten der Wiederherstellung trägt der Inhaber der betroffenen jüdischen Gewerbebetriebe und Wohnungen. Versicherungsansprüche von Juden deutscher Staatsangehörigkeit werden zugunsten des Reichs beschlagnahmt.“
Die vollkommen aus dem Zusammenhang gezogene Darstellung wurde offensichtlich in späteren Ausgaben korrigiert. Die Versicherungssummen wurden lediglich auf die 1 Milliarde Goldmark schwere Kollektivstrafe für die deutschen Juden, die nach dem Pogrom verhängt wurde, einberechnet.
Dem entspricht die These Hoggans, dass Hitlers Politik gar nicht unbedingt einen Krieg erwartet und auf diesen abgezielt habe:
„Hitler war überzeugt, daß ein Krieg in Europa nicht unvermeidlich zu sein brauchte; sonst hätte er die ausländischen Führer niemals nach München eingeladen.“
Dabei hatte Hitler selbst im Januar 1939 zum ungarischen Außenminister gesagt:
„Glauben Sie, daß ich selbst es vor einem halben Jahr für möglich gehalten hätte, daß mir die Tschechoslowakei von ihren Freunden quasi serviert worden wäre? Ich habe nicht daran geglaubt, daß England und Frankreich in einen Krieg ziehen würden, aber ich war der Überzeugung, daß die Tschechoslowakei durch einen Krieg vernichtet werden müsse. Wie alles gekommen ist, ist geschichtlich einmalig.“

## Preise
1964 erhielt Hoggan den mit 10.000 DM dotierten „Leopold von Ranke-Preis“ der ebenfalls revisionistischen „Gesellschaft zur Förderung geschichtswissenschaftlicher Forschung“. Im selben Jahr erhielt er auch den „Ulrich von Hutten-Preis“ der rechtsextremen „Gesellschaft für Freie Publizistik“, außerdem den „Albrecht Dürer-Preis“. In revisionistischen und rechtsextremen Kreisen zählt sein Hauptwerk bis heute zu den wichtigsten vermeintlichen Kronzeugen revisionistischer Argumentation.

## Veröffentlichungen
- The breakdown of German-Polish relations in 1939 — the conflict between the German new order and the Polish idea of central eastern Europe. Ph. D. Harvard 1948.
- Der erzwungene Krieg. Die Ursachen und Urheber des Zweiten Weltkriegs. Mitübersetzt von Herbert Grabert, Verlag der Hochschullehrerzeitung, Tübingen 1961 (15. Auflage 1997)

erstmals als englischsprachige Ausgabe: The forced war — when peaceful revision failed. Institute for Historical Review, Costa Mesa, CA 1989.
- Frankreichs Widerstand gegen den Zweiten Weltkrieg. Die französische Außenpolitik von 1934 bis 1939. Verlag der deutschen Hochschullehrer-Zeitung, Tübingen 1963, ISBN 3-87847-010-X
- Der unnötige Krieg: 1939-1945. “Germany must perish”. Grabert-Verlag, Tübingen 1974, ISBN 3-87847-030-4
- Das blinde Jahrhundert, Band 1: Amerika, das messianische Unheil. Grabert-Verlag, Tübingen 1979, ISBN 3-87847-044-4
- Das blinde Jahrhundert, Band 2: Europa, die verlorene Weltmitte. Grabert-Verlag, Tübingen 1984, ISBN 3-87847-072-X
- The Myth of New History Techniques and Tactics of Mythologists Institute for Historical Review, Costa Mesa, CA 1985
- Meine Anmerkungen zu Deutschland. Der anglo-amerikanische Kreuzzugs-Gedanke im 20. Jahrhundert. Grabert-Verlag, Tübingen 1990, ISBN 3-87847-103-3